# Stephen Gately
Stephen Patrick David Gately (ur. 17 marca 1976 w Dublinie, zm. 10 października 2009 w Puerto de Andrach na Majorce) – irlandzki piosenkarz, autor tekstów piosenek i aktor.
W latach 1993–2000 i 2007–2009 członek irlandzkiego boysbandu Boyzone. W 2000 rozpoczął karierę solową wydaniem albumu studyjnego pt. New Beginning.

## Życiorys

### Wczesne lata
Urodził się w Dublinie w rodzinie rzymskokatolickiej dekoratora Martina Gatelya i sprzątaczki Margaret Gately. Dorastał wraz z rodzeństwem: siostrą Michelle oraz trzema braćmi: Tonym, Alanem i Markiem. Uczęszczał do szkoły podstawowej im. Wawrzyńca z Dublina i North Strand Technical College. Jako nastolatek wziął udział w przedstawieniu Seána O’Caseya Juno i Paycock.

### Kariera
W 1992 wystąpił jako Locusts w filmie The Bargain Shop. Rok później dołączył do zespołu Boyzone, który szybko zdobył rzesze wiernych, nastoletnich fanek i wypromował przeboje, takie jak „No Matter What”, „Picture of You” czy „Love You Anyway”. Największe triumfy jako grupa święcili w połowie lat 90. w Europie i Azji. W latach 1994–2001 ich sześć piosenek znalazło się na szczycie listy UK Singles Chart. Grupa rozpadła się w 2000 po tym, jak jej lider Ronan Keating postanowił rozpocząć karierę solową.
W 1999 wykonał cover piosenki „Bright Eyes” Arta Garfunkela na potrzeby serialu animowanego Wodnikowe Wzgórze, w którym również użyczył swojego głosu królikowi o imieniu Czerniec. W tym samym roku na wydanej przez AllMusic składance ABBAmania znalazł się jego cover przeboju „Chiquitita” zespołu ABBA. W 2000 rozpoczął muzyczną karierę solową, nagrał album New Beginning. Jego utwór „I Believe” znalazł się w dramacie Stephena Daldry Billy Elliot (2000), a piosenka „New Beginning” w dwóch odcinkach opery mydlanej BBC One EastEnders (2000–2001). W 2001 wystąpił gościnnie w jednym z odcinków sitcomu BBC Absolutnie fantastyczne. W grudniu 2002 w Oksfordzie i Liverpoolu i w lutym 2003 w Theatre Royal przy Drury Lane grał Józefa w musicalu Tima Rice'a Andrew Lloyda Webbera Józef i cudowny płaszcz snów w technikolorze. Od września 2004 do marca 2005 w London Palladium grał antagonistę Childa Catchera w musicalu Alberta R. Broccoliego Nasz cudowny samochodzik. W grudniu 2005 na scenie Churchill Theatre w London Borough of Bromley grał postać Dandiniego w pantomimie Kopciuszek. W kwietniu 2006 wystąpił jako Strach na Wróble w musicalu L. Franka Bauma Czarnoksiężnik z Krainy Oz.
W 2006 wziął udział w drugiej edycji brytyjskiej wersji programu Gwiazdy tańczą na lodzie. W 2007 powrócił do reaktywowanego zespołu Boyzone. Napisał także powieść fantasy dla dzieci The Tree of Seasons.

## Życie prywatne
16 czerwca 1999 w wywiadzie udzielonym na łamach tabloidu „The Sun” ujawnił, że jest gejem. Od 1993 był związany ze Stephenem Howardem, który w 1995 popełnił samobójstwo. W 1999 związał się z Eloyem de Jongiem, członkiem holenderskiego boybandu Caught in the Act. Gdy w styczniu 2002, po ponad dwóch latach, ich związek się rozpadł, Gately powrócił do Dublina. W 2002 poznał Andrew Cowlesa, przedsiębiorcę z Wielkiej Brytanii, z którym w styczniu 2003 zaręczył się w Las Vegas, a 19 marca 2006 zawarł związek cywilny w Londynie.
W latach 2000–2002 cierpiał na depresję i uzależnienie od leków na receptę.
10 października 2009 został znaleziony martwy w hotelu na Majorce. Miał 33 lata. Przyczyną zgonu był obrzęk płuc.

## Dyskografia solowa

### Albumy
- New Beginning (2000, Universal Music)

### Single
- "New Beginning"/"Bright Eyes" (2000)
- "I Believe" (czołówka filmu Billy Elliot) (2000)
- "Stay" (2001)

### Inne utwory
- Chiquitita - składanka ABBAMania (1999)
- Children Of Tomorrow - z Doctor Who - Horror Of Glam Rock (2007)